# Nagyboldogasszony-forrásbarlang
A Nagyboldogasszony-forrásbarlang a Cserhát hegységben, Ecseg külterületén helyezkedik el. Az üreg nem barlang, mert mesterségesen lett létrehozva.

## Leírás
A Keleti-Cserhátban lévő Ecseg legdélebbi részén, a Petőfi út végétől egy száraz időben jól járható földút vezet Buják felé. Itt van egy helyi jelentőségű útkereszteződés. Az útkereszteződéstől (a Petőfi út folytatásában) kb. D-re, 180 m-re (burkolat nélküli úton) érhető el a Szent-kúti-oldalnak az a része, ahol a Nagyboldogasszony-templom romja és az azonos nevű forrásbarlang van. A barlang kb. 170 m tszf. magasságban van (térképről leolvasva). A hely a Kelet-Cserhát Tájvédelmi Körzet része és (egyébként) az 5223-as barlangkataszteri területre esik.
A templomot azért építették többször újjá, mert közelében eredt egy gyógyhatásúnak gondolt forrás. A forrás vize egy kis barlangban, a Nagyboldogasszony-forrásbarlangban bukkant felszínre, amelyhez sok zarándok járt. 1772-ben elapadt a forrás, mert a közelében lévő Szuha-patak vize alászállt. Ezután elmaradtak a zarándoklatok is. A 20. század közepén és végén megfúrták néhányszor a forrást, legutóbb 1990-ben. Az egykori barlangot beomlasztotta a fúróberendezés. A barlangot emiatt újjáépítették a környéken talált, vegyes összetételű kövekből. Nem ismert, hogy az eredeti barlang milyen kőzetben húzódott. A földtani térképek szerint valószínűleg andezitben.
ÉK felé, a Szuha-patak irányába tekint a mesterségesen létrehozott üreg bejárata. Egy tág, negyedgömb formájú előtérrel kezdődik, melynek bejárati szélessége 3,4 m (ezen a részen 2,4 m magas), befelé 2,5 m hosszú és fokozatosan alacsonyodik. Az előtér belső végéből egy szűk, alacsony járat vezet az 1990-es években újrafúrt kúthoz és az üreget lezáró Mária-szoborhoz. Ez a járat 4,1 m hosszú, kb. 80 cm széles és 1,5 m átlagmagasságú. Mind az előtér, mind a járat falai többféle, de leginkább durva mészkőből származó kődarabokból állnak, melyek cementtel vannak egymáshoz rögzítve. Alját letaposott, aprószemcsés törmelék alkotja. A barlang végében lévő kis emelvényen van egy festett Mária-szobor. A szobor mellett művirágok, előtte (vázákban) vágottvirágok vannak. A végpont bal oldalán található egy Krisztus-alakos fémfeszület is. A szobor felett van egy márványtábla, amely a következőket hirdeti:
„Ki e forrás vizét issza,
annak lelke legyen tiszta.
Bizalommal légy iránta,
megsegít a Szűz Mária.”
A Mária-szobor előtt, a járószintből kiemelkedik egy kb. 35 cm széles, lefedett, fekete vascső. Ez a Szent-kút. Az üreg folyosóját, az első 90 cm után lezárja egy vasrácsajtó.
2017-ben volt először Nagyboldogasszony-forrásbarlangnak nevezve az üreg az irodalmában. Előfordul az üreg az irodalmában Nagy Boldogasszony-forrásbarlang (Eszterhás 1993) néven is.

## Kutatástörténet

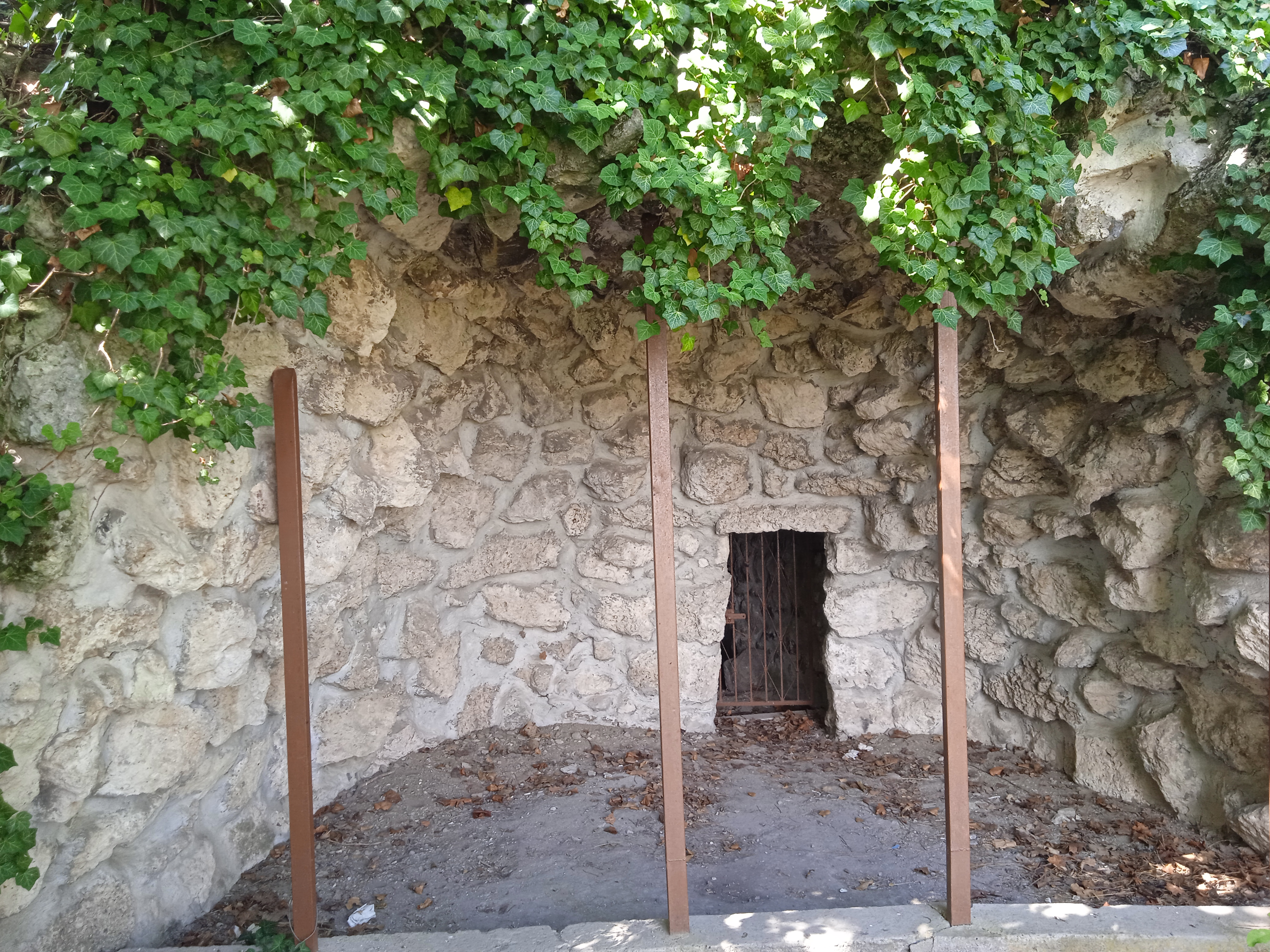
A forrásbarlang bejárata 2022-ben

Mocsáry Antal 1826-ban kiadott könyvének Ecseget ismertető részében szó van arról, hogy Ecsegen volt egy Nagyboldogasszony tiszteletére szentelt, közepes nagyságú templom, amely a falun kívül, 1680-ban épült. A templomhoz csodálatos történetek kapcsolódnak, melyek miatt, még a távol élő (pl. máramarosi) ájtatos hívők is, ünnepi körmenet során felkeresték a templomot. A templomot meglátogatta Grassalkovich Antalné is, aki az itt elvesztett látását szerette volna visszakapni, mert ennek a templomnak az ajtaja előtt volt egy tiszta forrás, amelynek Szentkút volt a neve. A templomot csak 1772 végéig látogatták, majd elpusztult, és a kis kút is lassan kiszáradt.
A Fancsik János által szerkesztett, Nógrád megye védett természeti értékei című kiadványból (1989) megtudható, hogy régen híres volt az ecsegi Templom-forrás (Szent-kút). Messziről is felkeresték gyógyhatású vize miatt. Elhanyagolt állapotban van jelenleg. A föléje épített Nagyboldogasszony-templom romos állapotban emlékeztet hajdani hírnevére. A már említett Nagyboldogasszony-templom 1680-ban épült a híres Szentkút fölé. Nagy búcsújárások színhelye volt. Gyógyító vize miatt még Máramarosból is felkeresték a kutat.
Az 1989. évi Búvárban az van írva, hogy az Ecsegről kivezető földút mellett található a Nagyboldogasszony-templom romja, melyet az azóta elapadt gyógyító forrás fölé építettek. A forrásbarlang és az üreg még megvan. Időnként meg is telik esős időszakban. Gyógyhatása azonban már a múlté. Pedig amikor bőven ontotta vizét, (Szentkút mellett) ez volt a környék második leghíresebb búcsújáró helye. Az öregek szerint Máramarosból is jöttek zarándokok.

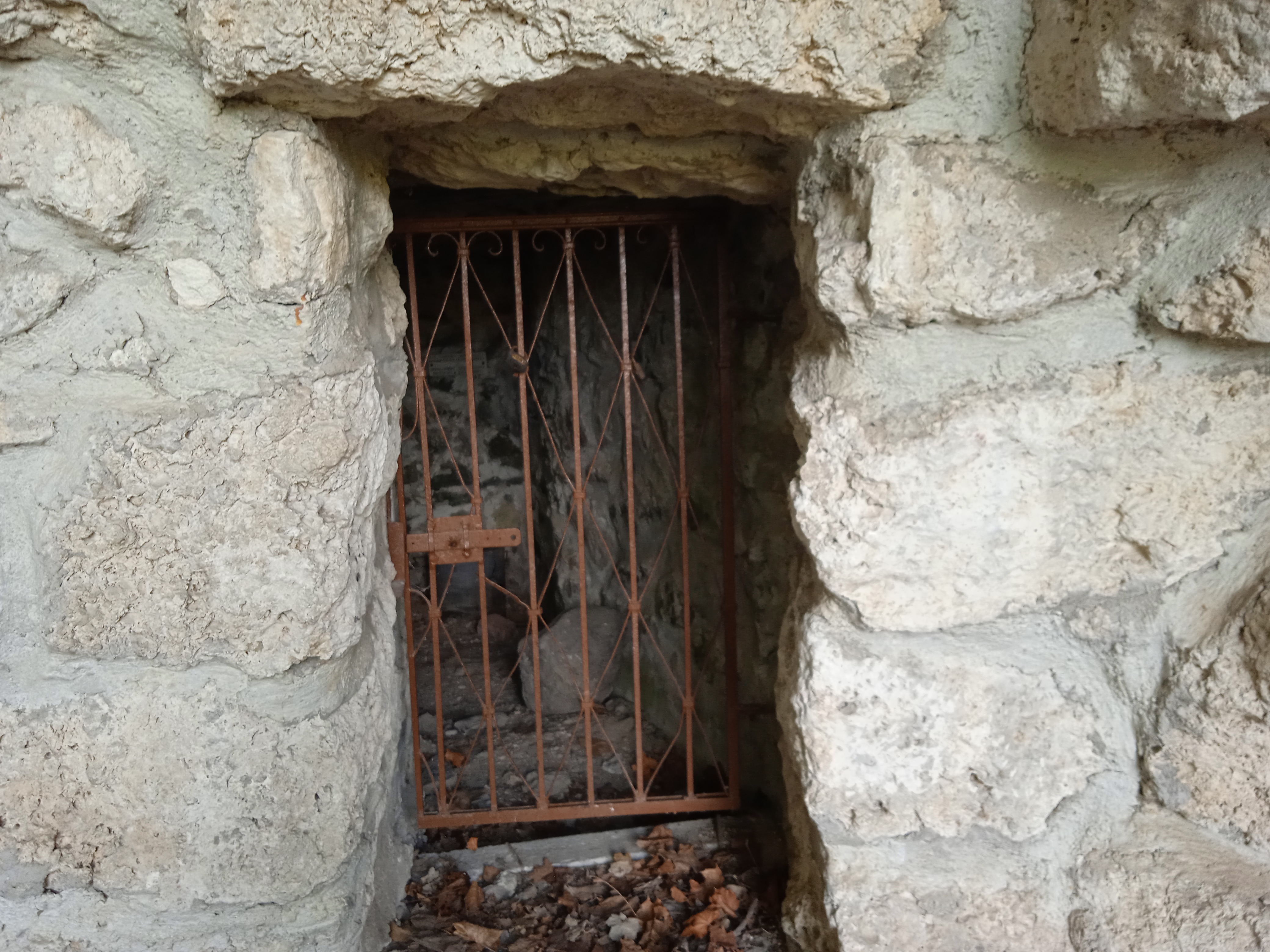
A forrásbarlangot lezáró vasrácsajtó 2022-ben

A Rakonczay Zoltán által szerkesztett, 1989-ben kiadott, Ipolytarnóctól Füzérradványig című könyv szerint régen, gyógyhatású vize miatt, híres volt az ecsegi templomforrás. Jelenleg elhanyagolt állapotban van és megbízhatatlan vízhozamú. A forrás fölé épített Nagyboldogasszony-templom romos állapotban emlékeztet egykori hírnevére. A templom 1680-ban épült, amelynek bejárata alatt volt a híres Szent-kút. Vizének gyógyító, csodatévő erőt tulajdonítottak és messziről, még Máramarosból is felkeresték. Minden bizonnyal utóvulkáni működésből származó, a még ma is meglévő csevicékhez hasonló vizű kút volt. Csak 1772-ig tartottak a nagy búcsújárások, mert a kút vize elapadt, és magára hagyták a templomot is. Nagyon elhanyagolt állapotban, a terület DK-i szélén megtalálható mindkettő. Az Ecsegen, erdő mélyén lévő remetebarlang nyújtott otthont a világ zajától félrevonuló, rendszerint a nagy ellentmondásokat felismerő, változást nem remélő, vegetáriánus életre térő embereknek.

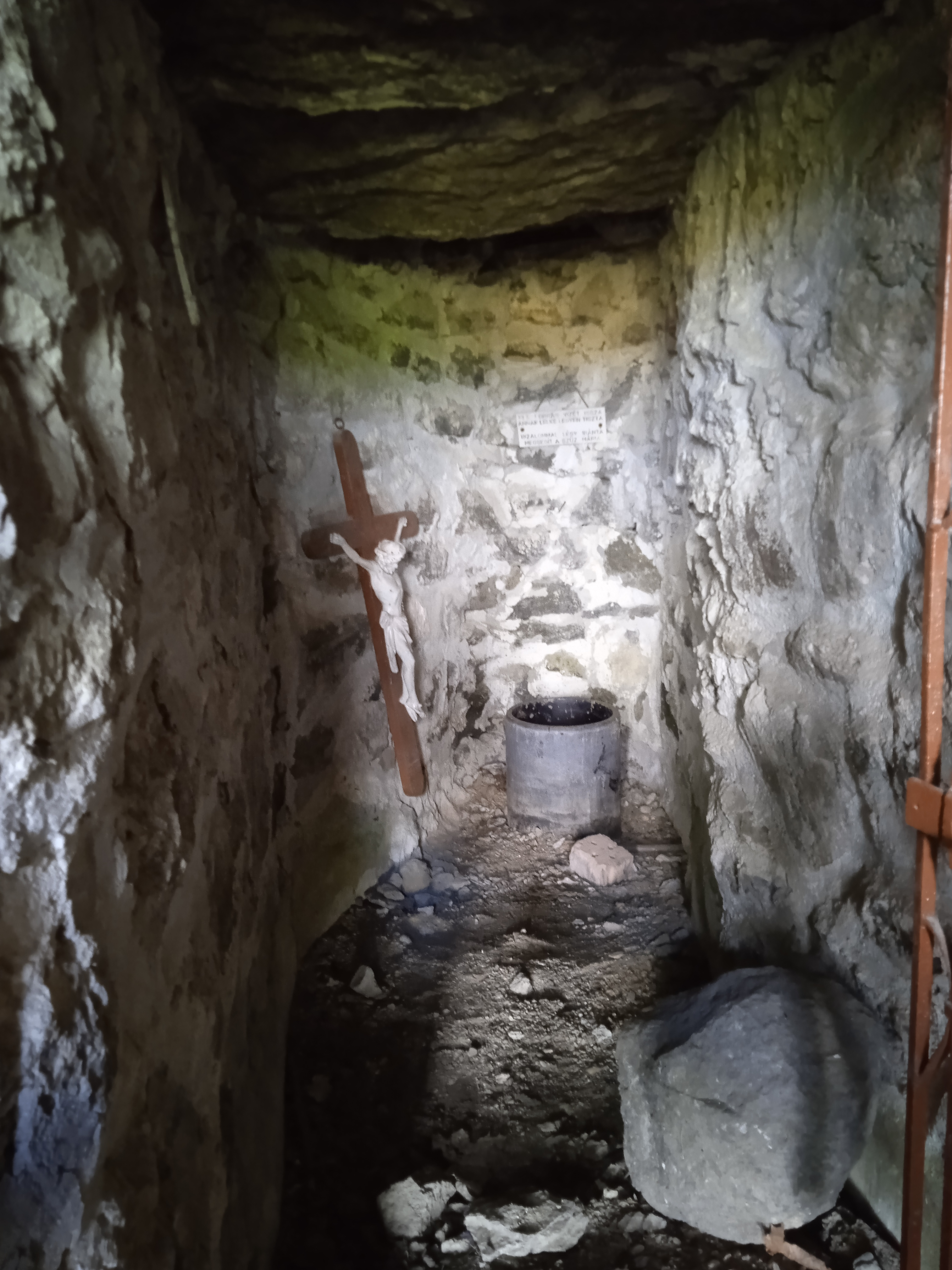
A Nagyboldogasszony-forrásbarlang belseje 2022-ben

Az Eszterhás István által 1993-ban írt, Magyarország nemkarsztos barlangjainak lajstroma című kéziratban meg van említve, hogy a Nagy Boldogasszony-forrásbarlang a Cserhát hegységben, az 5223-as barlangkataszteri területen, Ecsegen helyezkedik el. Az andezitben (?) lévő barlang el van tömődve. A Cserhát hegység nem karsztkőzetben kialakult 10 barlangja közül az egyik. Az összeállításban fel van sorolva az a Magyarországon, nem karsztkőzetben kialakult, létrehozott 520 objektum (478 barlang és 42 mesterséges üreg), amelyek 1993 végéig ismertté váltak. Magyarországon 178 barlang, illetve mesterségesen létrehozott, barlangnak nevezett üreg alakult ki, lett kialakítva andezitben.
Az Eszterhás István által 2001-ben írt tanulmányban az olvasható, hogy ezzel a hellyel csak kevés írás foglalkozik, melyek többségében csak a forrásról és a föléje emelt templomról történik említés. Cseri Rezső írt először, 1989-ben a barlangról: Az Ecsegről kivezető földút mentén van a Nagyboldogasszony-templom romja, melyet az azóta elapadt gyógyító forrás fölé építettek. A forrásbarlang és az üreg még megvan. Időnként meg is telik esős időszakban. Ezen információ alapján, 2000-ben vették barlangkataszterbe a barlangot Eszterhás Istvánék, de a barlangot csak 2001-ben tudták felkeresni. A tanulmányban meg van ismételve a Mocsáry Antal által írt (1826) ismertetés. Márton Ferenc (Fancsik János, 1989) megismételt néhány adatot a Mocsáry Antal által leírtakból, illetve azokat kiegészítette saját tapasztalataival: Régen híres volt az ecsegi Templom-forrás (Szent-kút). Messze földről is felkeresték gyógyhatású vize miatt. Elhanyagolt állapotban van jelenleg. A föléje épített Nagyboldogasszony-templom romos állapotban emlékeztet hajdani hírnevére. A már említett Nagyboldogasszony-templom 1680-ban épült a híres Szent-kút fölé. Nagy búcsújárások színhelye volt. Gyógyító vize miatt még Máramarosból is felkeresték a kutat.
A fentebb említett, Cseri Rezső által írt cikk (1989) folytatásában ugyanezekről van szó: Gyógyhatása azonban már a múlté. Pedig amikor bőven ontotta vizét, (Szentkút mellett) ez volt a környék második leghíresebb búcsújáró helye. Az öregek szerint Máramarosból is jöttek zarándokok. Eszterhás István 1999-ben így írt (német nyelven) a helyről: Itt említem meg az ecsegi Nagyboldogasszony-templom romjait. Egy gyógyforrás fölé épült ez a templom. Eleinte csak egy remete települt a forrásbarlang mellé, majd egyre többen találtak itt gyógyulást. Legbővebben, helyi adatokat is feltárva Stadler Árpád ismertette (1999) a hely történetét: 1772-ben azonban a forrás elapadt, majdnem száz évi búcsújárás után elmaradtak a betegek és a zarándokok is. Ezután pusztulásnak indult a templom. 1864-ben már azt írta róla az ecsegi jegyző, Úrik József, hogy nincs nyoma a forrásnak és a kápolnának.
Az 1930-as években, Pálos Pál plébános (Ecseg 1933–1935) feltárta a régi templom alapjait. Ekkor megtalálta az oltár alapzatát is. A rendelkezésére álló dokumentumok alapján rálelt a forrás helyére, és azt sikeresen megfúratta. A forrás fölé, a falubeliek segítségével egy szép, mészkőből rakott sziklaboltozatot emeltetett. Munkáját nem tudta befejezni, mert a faluból áthelyezték. Utódja, Rácz István elkezdte felépíteni a kápolnát, de az félbemaradt, a falubeliek pedig később széthordták építőanyagát. Az 1950-es években, Thuróczy Jenő plébános által irányítva megint elkezdték felépítését, de annak külső és belső vakolása, tornyának befejezése elmaradt. Azóta egyre romlott a kápolna állapota, a lakosság pedig az évtizedek alatt elhordta építőanyagát. Az 1990-es évek elején elbontották omladékát, hogy új falak épüljenek a régi alapokra. Mivel teljesen elapadt a kút, ezért megfúratta az önkormányzat és az egyház, a területet pedig (a plébános által irányítva) rendbetették, megszépítették.

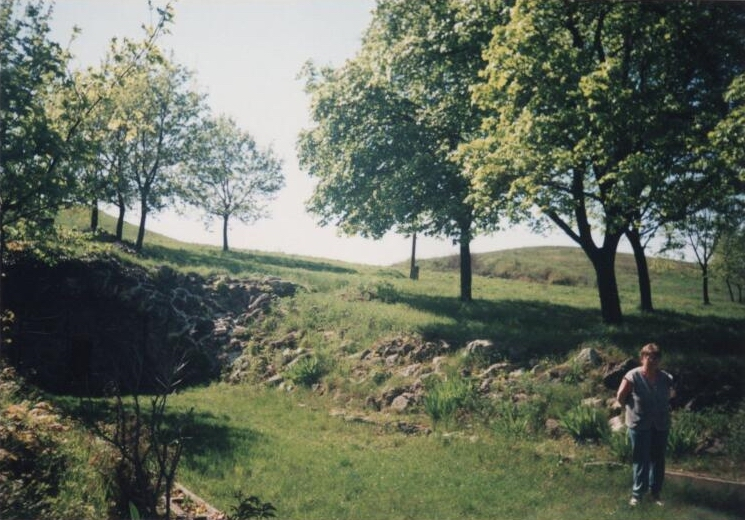
A Nagyboldogasszony-forrásbarlang 2001-ben

A kút megint tiszta, hideg és jóízű vizet ad. Csak egy vizsgálat szolgáltathatna pontos adatokat gyógyhatásáról (rádiumtartalmáról). A vasráccsal védett forrás bejáratának kulcsa a Petőfi úton és a plébánián van. Napjainkig fennmaradt egy, a kápolnához fűződő kedves szájhagyomány: ha két fiatal itt találkozott búcsújáráskor, és megtetszettek egymásnak, akkor biztos, hogy később összeházasodtak. A forrás felett egy kis Mária-szobor tekintett le a vizet merőkre, imádkozókra. A szobor előtt elmondott fohász beteljesült, a fiatalok kívánsága is valóra vált. Úgy mondták: megsegítette őket Mária.
Összegezve a felhasznált írások adatait, a következő történet rajzolódik ki: A forrás kedvező hatására kb. az 1600-as évek elején jöhettek rá. A forrás fölé 1680-ban épült a Nagyboldogasszony búcsújáró templom. Ezután a hely híres zarándokhely lett. 1772-ben elapadt a forrás, majd megszűnt a templomi élet és a processziós zarándokjárás. 1864-ben már semmi nyoma nem látszott a templomnak és a forrásnak. 1933 és 1935 között tárták fel a Nagyboldogasszony-templom romjait. Az elapadt forrást sikeresen megfúrták és sziklaboltozatot építettek föléje. 1935 után, a korábbi templom helyén elkezdtek építeni egy kápolnát, de azt nem tudták befejezni (valószínűleg a második világháború miatt). Az 1940-es években széthordták a félkész kápolna kőanyagát. Az 1950-es években, a korábbiak helyén, megint elkezdtek építeni egy kápolnát, de azt sem tudták befejezni (hiányzott a torony és nem volt bevakolva). 1989-ben nagyon romos állapotban volt a félkész kápolna, illetve el volt hanyagolva a forrás és annak ürege. Benne csak időszakosan jelent meg víz. Az 1990-es évek elején lebontották az alapokig a balesetveszélyessé vált kápolnaromot. A forrást megint sikeresen megfúrták, rendbetették a barlangot, parkosították a környéket.

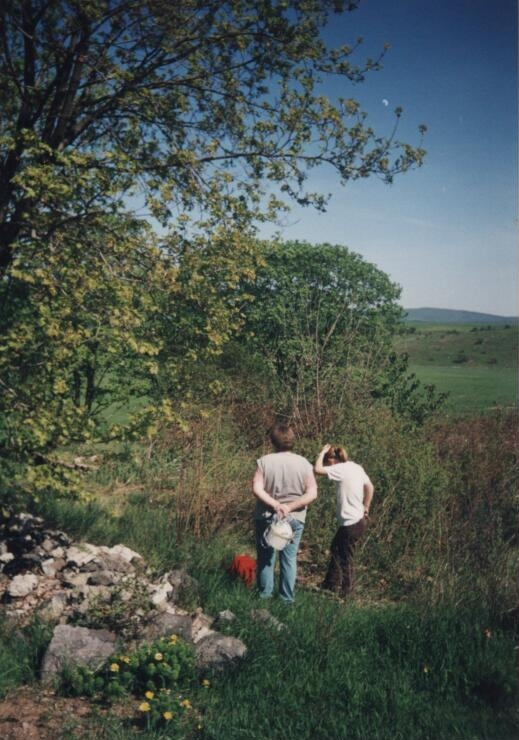
Az Ecsegen lévő Nagyboldogasszony-templom helyén, a forrásbarlang felett épült emlékkápolna romja 2001-ben

A jelenlegi barlangüreg (benne a kúttal) teljesen mesterségesen van átépítve és többféle kőzet van falaiba cementezve. Valószínűleg, amikor a Szent-kút vize még forrásként eredt, volt egy hozzátartozó kisebb, természetes eredetű (eredeti) barlangüreg is. Ezt a feltevést megerősíti a radiesztéziás szondázás is, mert egy DNy-i irányba tartó hosszú törést mutatott ki. Nincs adat a régi vízhozamról. Az 1772. évi elapadás valószínűleg azért történt, mert a barlangtól 350 m-re fekvő Szuha-patak völgye egyre inkább mélyült az idők folyamán, ezért alábbszállt a föld alatti vízszint is annyira, hogy az előbb említett időpontig, felszín alá került megcsapolása is. Ezt az elképzelést alátámasztják a sikeres fúrások is. A Szuha-patak legközelebbi szakaszának szintje napjainkban 157 m-en van, a barlang járószintjétől 13 m-rel alacsonyabban. A barlangban fúrt kútban lévő vízszint 3 m mélyen jelentkezik.
A Szent-kút forrásere felett, 1933–1935 között lett kiépítve a jelenlegi mesterséges üreg, miután az elapadt forrást sikeresen megfúrták. Nyilván az eredeti, természetes forrásbarlang vonalában épült ez a mesterséges üreg. Az üregben található vascső fedelét levéve, zsinóron leeresztett edénnyel lehet vizet merni a kútból. 3,15 m mélyen kezdődik a víz (2001. április 29-én). Az üreg jelenleg is kegyeleti célokat szolgál, ezért engedély kell megtekintéséhez. Az üreg folyosóját, az első 90 cm után lezárja egy vasrácsajtó. Aki meg kívánja tekinteni, az vagy a plébánián jelentkezzen, vagy keresse a közelben, a Petőfi út végén lakó gondviselőt, Surányinét.
A tanulmányban van három olyan, színes fénykép, amelyek bemutatják a forrásbarlangot és környékét. Az első fényképen az Ecsegen, a forrásbarlang felett, a Nagyboldogasszony-templom helyén épült emlékkápolna romja látható. A második fényképen az újjáépített Nagyboldogasszony-forrásbarlang előtere és a barlangot megmutató gondnoknő figyelhető meg. A harmadik fénykép a forrásbarlang végében, valódi és művirágok között álló Mária-szobrot szemlélteti. (A szobor előtt látszik a szentkút vizét feltáró széles vascső.) A fényképeket Eszterhás István készítette. A kéziratban van egy Ecseg környékét ábrázoló helyszínrajz (1:25.000 méretarány). A helyszínrajzon megfigyelhető a forrásbarlang és a templomrom földrajzi elhelyezkedése. A tanulmányba bekerült a Nagyboldogasszony-forrásbarlang (Ecseg, Szent-kúti-oldal) alaprajz térképe és hosszmetszet térképe. A térképek 1:50 méretarányban mutatják be a barlangot. A térképlapon jelölve van az É-i irány. Az alaprajz térképen megfigyelhető a hosszmetszet elhelyezkedése a barlangban. (Eszterhás István és Pászti Andrea 2001. április 29-én felmérték a barlangot, majd Eszterhás István a felmérés adatainak felhasználásával, 2001-ben megrajzolta a térképeket.) Az üreg a felmérés szerint 6,6 m hosszú, belső tere pedig 1,55 m magas.

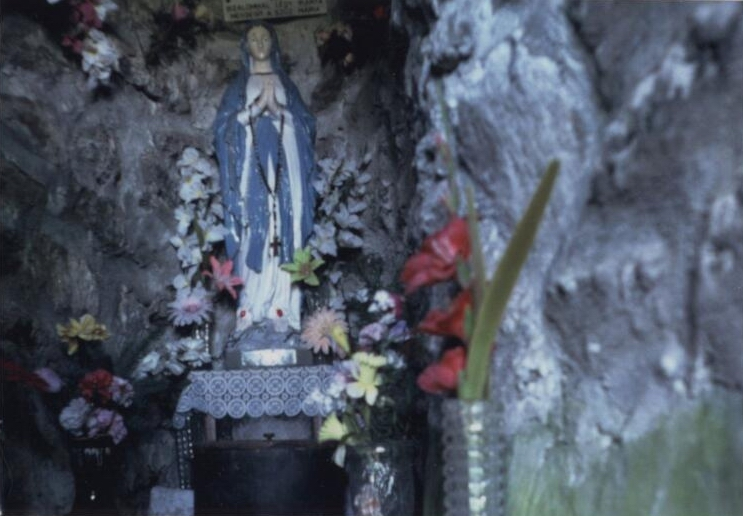
A forrásbarlang végében lévő, valódi és művirágok között álló Mária-szobor. A szobor előtt látszik a szentkút vizét feltáró széles vascső (2001)

A 2001. november 12-én készült, Magyarország nemkarsztos barlangjainak irodalomjegyzéke című kézirat barlangnévmutatójában meg van említve a Nagy Boldogasszony-forrásbarlang (Cserhát hegység, Ecseg). A barlangnévmutatóban fel van sorolva 5 olyan irodalmi mű, amelyek foglalkoznak az üreggel.
A 2017. évi Karsztfejlődésben szó van arról, hogy az Ecseg D-i végén lévő Nagyboldogasszony-templom romjai megtalálhatók az Ecsegről Buják felé vezető földút mellett. A templomot azért építették többször újjá, mert közelében eredt egy gyógyhatásúnak gondolt forrás. A forrás vize egy kis barlangban, a Nagyboldogasszony-forrásbarlangban bukkant felszínre, amelyhez sok zarándok járt. 1772-ben elapadt a forrás, mert a közelében lévő Szuha-patak vize alászállt. Ezután elmaradtak a zarándoklatok is. A 20. század közepén és végén megfúrták néhányszor a forrást, legutóbb 1990-ben. A forrás vize jelenleg kb. 3 m mélyen, egy széles csőben tör elő. Az egykori barlangot beomlasztotta a fúróberendezés.
A barlangot emiatt újjáépítették a környéken talált, vegyes összetételű kövekből. A 3 m-es barlangfülke végében van egy Mária-szobor, előtte pedig a függőleges csőbe foglalt szentkút. Nem ismert, hogy az eredeti barlang milyen kőzetben húzódott. A földtani térképek szerint valószínűleg andezitben. Vasrácsos ajtóval van lezárva az üreg, amelynek kulcsát el lehet kérni a plébánián. A kiadványban publikálva lett egy helyszínrajz, amely a Cserhát hegység nemkarsztos barlangjainak földrajzi elhelyezkedését mutatja be. A helyszínrajzon látható a Nagyboldogasszony-forrásbarlang földrajzi elhelyezkedése is. Barlangot jelző jellel van jelölve az üreg helye a térképen.
A 2018. évi Karsztfejlődésben meg van említve, hogy a legtöbb remetebarlang tufába, agglomerátumba vagy homokkőbe mélyülő barlang, melyet vagy mesterséges úton készítettek, vagy természetes barlangokat alakítottak tovább (pl. Ecseg).

## További irodalom
- Eszterhás István: Legenden über vulkanische Höhlen in Ungarn. Jahresbericht der Höhlenforscher-gruppe Rhein-Main, Frankfurt a. M. 1997. 50–55. old.
- Eszterhás István: Legenden über vulkanische Höhlen in Ungarn. Slovenský Kras, 1999. (37.) 29–36. old.
- Stadler Árpád: Ecseg. Falu a Bézma alján. Ecseg, 1999. 50–52. old.